# 沈载源
沈载源（Sim Jae-Won），（1977年3月11日—）生于大田市，韓國职业足球运动员。
他曾代表韓國出席1997年世界青少年錦標賽及2000年悉尼奧運足球項目。
代表韓國，他的首個國際賽入球是在2000年4月5日的亞洲盃外圍賽第一圈主場對老撾射入。
他的职业生涯在2000年开始于釜山I'Park、2001年即加盟了德国球队法蘭克福、2004-2005年因兵役効力光州尚武不死鳥后回到釜山I'Park効力。
2009年他加盟中國球隊長沙金德。
2010年他回國加盟韓國國家聯賽球隊江陵城。

## 國際賽入球
| 日期            | 地點 | 對手 | 結果 | 性質               |
| --------------- | ---- | ---- | ---- | ------------------ |
| 4月5日, 2000年  | 首爾 | 老撾 | 9-0  | 2000年亞洲盃外圍賽 |
| 10月7日, 2000年 | 杜拜 | 澳洲 | 4-2  | 2000年LG盃         |

## 連結
- K-League Player Record - 심재원 
- National Team Player Record 
- FIFA Player Statistics （页面存档备份，存于）
- Club & Country Statistics （页面存档备份，存于）